# 랩퍼성큰
랩퍼성큰(1995년 7월 24일 ~)은 대한민국의 래퍼다. 2014년 디지털 싱글 앨범 [똥꼬로 말해]로 데뷔했다.
그 후 현재 쇼미더머니 11까지 출연하였지만 여태 단 한번도 목걸이를 얻지 못하였다.
항상 개성있고 특별하며 재미있는, 어찌보면 괴기하기까지 한 랩을 보여준다.
쇼미더머니 11에서 성큰이 말하길 더콰이엇이 '성큰씨 랩을 진심으로 하시는 거에요?' 라고 자신에게 물어봐 충격을 받았다고 한다. 본인은 완전히 진지하게 하고 있는데 사람들은 그렇게 느끼지 않구나라는 생각이 들었다고.
2025년 유튜브 구독자 20만명을 달성하였다.

## 방송
- 쇼미더머니3 (2014)-1차탈락
- 쇼미더머니4 (2015)-1차탈락
- 쇼미더머니5 (2016)-1차탈락
- 쇼미더머니6 (2017)-1차탈락.
- 쇼미더머니777 (2018)-1차탈락. 이번 시즌에도 목걸이를 받지 못했다.
- 쇼미더머니8 (2019)-1차탈락. 목걸이를 받지 못하였다. 그러나 나중에 시즌8의 목걸이를 따로 구매하였다.
- 수퍼비의 랩 학원 (2019) - Top44
- 쇼미더머니9 (2020)-1차탈락. 이번 시즌 역시 목걸이를 받지 못하였다.
- 쇼미더머니10 (2021)-1차탈락. 방송에서는 잠깐 스쳐 지나갔다. 목걸이는 이번에도 받지 못했다.
- 쇼미더머니11 (2022)1차탈락. 목걸이는 이번 시즌 역시 받지 못하였지만 그래도 이번에는 엠넷 공식 채널에 무려 랩퍼성큰 1차 풀버전 영상이 올라와 화제가 되었다. 방송에서도 전 시즌보다 훨씬 더 많은 분량이 나왔다.
- 감스트 진짜 감독되다 (2024) - 1차탈락. 축구실력에서 선수출신들에게 밀려 탈락했다. 그러나 방송분량을 많이 확보해 큰 주목을 받았다.